# Шлёцер, Христиан Августович фон
Христиан Августович Шлёцер (нем. Christian von Schlözer; 1774—1831) — заслуженный профессор Московского университета; сын Августа-Людвига Шлёцера.

## Биография
Окончил Гёттингенский университет, где в 1796 году получил степень доктора гражданского уголовного права за диссертацию «De honorum confiscations». В том же году прибыл в Москву, где определился домашним учителем.
В декабре 1800 года получил приглашение занять кафедру государственного и народного права в только организуемом Дерптском университете, но в итоге в ноябре 1801 года был принят директором И. П. Тургеневым на должность ординарного профессора политики, естественного и народного права юридического факультета Московского университета. В 1809 году был деканом отделения нравственных и политических наук Московского университета. Вместе с Фёдором Кистером содержал пансион для детей (называвшийся «Учебным заведением для благородных детей мужского пола профессора Шлёцера и доктора Кистера»), считавшийся лучшим в Москве (1819—1838). Стал первым преподавателем политической экономии в Московском университете. В должности ординарного профессора до 1826 года читал лекции: народное право, право естественное, публичное право и дипломатика. 
В 1805 году была напечатана его книга «Anfangs-griinde der Staatwirtschaft, oder der Lehre von dem Nationalreichthume» («Начальные основания государственного хозяйства, или науки о народном богатстве») в 2-х частях на немецком и французском языках. В течение 1805-1806 гг. её перевёл на русский язык магистр Семён Смирнов и она была издана университетской типографией, она стала первым в России сочинением, дающим представление о государственном хозяйстве, которое долго служило руководством даже в немецких университетах. В 1821 году вышло её второе издание. В изложении и основных началах Шлёцер строго следовал учению Адама Смита, а в разделении предмета — своему отцу. 
Х. А. Шлёцер подвергался критике за плохое знание русского языка, Д. Н. Свербеев вспоминал, как Шлёцер читал свои лекции: 

Профессор … три раза менял язык для удобнейшего нашего чтения: сперва пробовал начать преподавание по-немецки, все слушатели в один голос сказали, что они ничего не понимают; потом по-латыни — студенты повторили то же… поневоле надо было взяться за русский язык, которым профессор не владел и на каждой лекции смешил нас злоупотреблением уменьшительных, приводя в пример «скотиков», «мужичков», «сенца», «лошадок» и проч.
В 1826 году он получил звание заслуженного профессора и, выйдя на пенсию, отправился в Германию; с 1828 года состоял экстраординарным профессором философии в Боннском университете.